# 제1차 세계 대전의 해전
제1차 세계 대전의 해전은 주로 봉쇄 작전을 특징으로 했다. 함대가 더 크고 주변에 위치한 연합국은 독일과 다른 동맹국에 대한 봉쇄 작전에서 대체로 성공했지만, 잠수함과 상업 습격선을 이용한 동맹국의 봉쇄를 뚫거나 효과적인 반격 봉쇄를 확립하려는 노력은 결국 실패했다. 주요 함대전은 극히 드물었고 덜 결정적임이 입증되었다.

## 서막
20세기 초, 영국과 독일은 드레드노트급 전함 건조를 중심으로 한 장기간의 해군 군비 경쟁에 돌입했다. 당시 세계 최고의 해상 강국이자 해상 무역에 의존하는 섬나라인 영국에 필적하는 함대를 건설하려는 독일의 노력은 영국이 제1차 세계 대전에 참전하게 된 주요 적대감의 원인으로 자주 지목되었다. 독일 지도자들은 영국의 선의에 의존하지 않고 해외 무역로와 식민지 보유를 확보하기 위해 자국의 군사적, 경제적 위상에 걸맞는 해군을 원했다. 그러나 그러한 함대의 출현은 영국 해군 지배와 세계 무역 및 제국의 안보에 내재된 도전을 제기했다.
모로코의 식민지 지위를 둘러싼 제1차 모로코 위기 (1905년 3월 – 1906년 5월) 이후, 주요 유럽 강대국들은 20세기 초 지정학을 정의하게 될 해군 군비 경쟁에 돌입했다.
이 경쟁은 1887년에 해양력이 역사에 미치는 영향을 출판한 미국 해군 장교이자 해양 역사가인 앨프리드 세이어 머핸 대위의 사상에 크게 의존했다. 마한은 세계 해로 통제가 해양 국가의 번영에 결정적인 요인이었다고 주장했다. 그는 로마와 영국이 해군 우위를 통해 어떻게 세계적 패권을 달성했는지, 반면 한니발의 카르타고와 나폴레옹 시대 프랑스와 같은 강대국들은 지배적인 함대의 부족으로 인해 어떻게 쇠퇴했는지를 보여주었다. 마한은 경제 성장과 제국적 영향력을 열망하는 모든 국가가 영국의 집중된 해상력 모델을 복제해야 한다고 주장했다.

### 해군 군비 경쟁
마한의 주장은 매우 영향력이 컸고 전 세계적으로 새로운 해군 건설의 폭발적인 증가를 가져왔다. 미국 의회는 즉시 전함 세 척의 건조를 명령했고(2년 후 USS 아이오와 네 번째 전함이 건조됨), 쓰시마 해전에서 러시아 함대를 전멸시킨 영국 훈련을 받은 일본 해군은 해군력이 분쟁에서 지배적인 요소라는 개념을 강화하는 데 기여했다. 그러나 이 책은 독일에서 가장 큰 영향을 미쳤다. 독일의 카이저 빌헬름 2세는 할머니 빅토리아 여왕을 방문했을 때 영국 왕립 해군에 깊은 감명을 받았다. 그의 어머니는 "빌헬름의 유일한 생각은 영국 해군보다 더 크고 강한 해군을 갖는 것"이라고 말했다. 1898년에 첫 독일 함대법이 제정되었고, 2년 후 두 번째 법은 향후 20년 동안 건조될 함선의 수를 두 배로 늘려 전함 19척과 순양함 23척으로 정했다. 10년 안에 독일은 오스트리아보다 낮은 해군 순위에서 세계에서 두 번째로 큰 전투 함대를 보유하게 될 것이다. 트라팔가르 해전 이후 처음으로 영국은 공격적이고 진정으로 위험한 경쟁자를 걱정해야 했다.
마한은 자신의 저서에서 세계 평화나 제국뿐만 아니라 영국의 생존 자체가 파도를 지배하는 영국 왕립 해군에 달려 있다고 썼다. 1895년 케임브리지 라틴어 에세이 상의 이름은 "Britannici maris", 즉 "영국 해상력"이었다. 그래서 1897년 6월 여왕의 다이아몬드 희년을 기념하는 대규모 해군 사열식이 열렸을 때, 그것은 불안과 불확실성 속에서 진행되었다. 모두가 알고 싶어 했던 질문은 영국이 어떻게 선두를 유지할 것인가였다. 그러나 마한은 어떤 답도 줄 수 없었다. 그가 답을 줄 수 있다고 생각한 사람은 재키 피셔 제독, 지중해 함대의 사령관이었다. 그는 "제국과 세계 경제 시스템의 다섯 가지 전략적 요충지: 지브롤터, 알렉산드리아, 수와즈, 싱가포르, 희망봉, 그리고 도버 해협"이 있다고 믿었다. 그의 임무는 그 모든 것을 지키는 것이었다.

### 피셔의 개혁

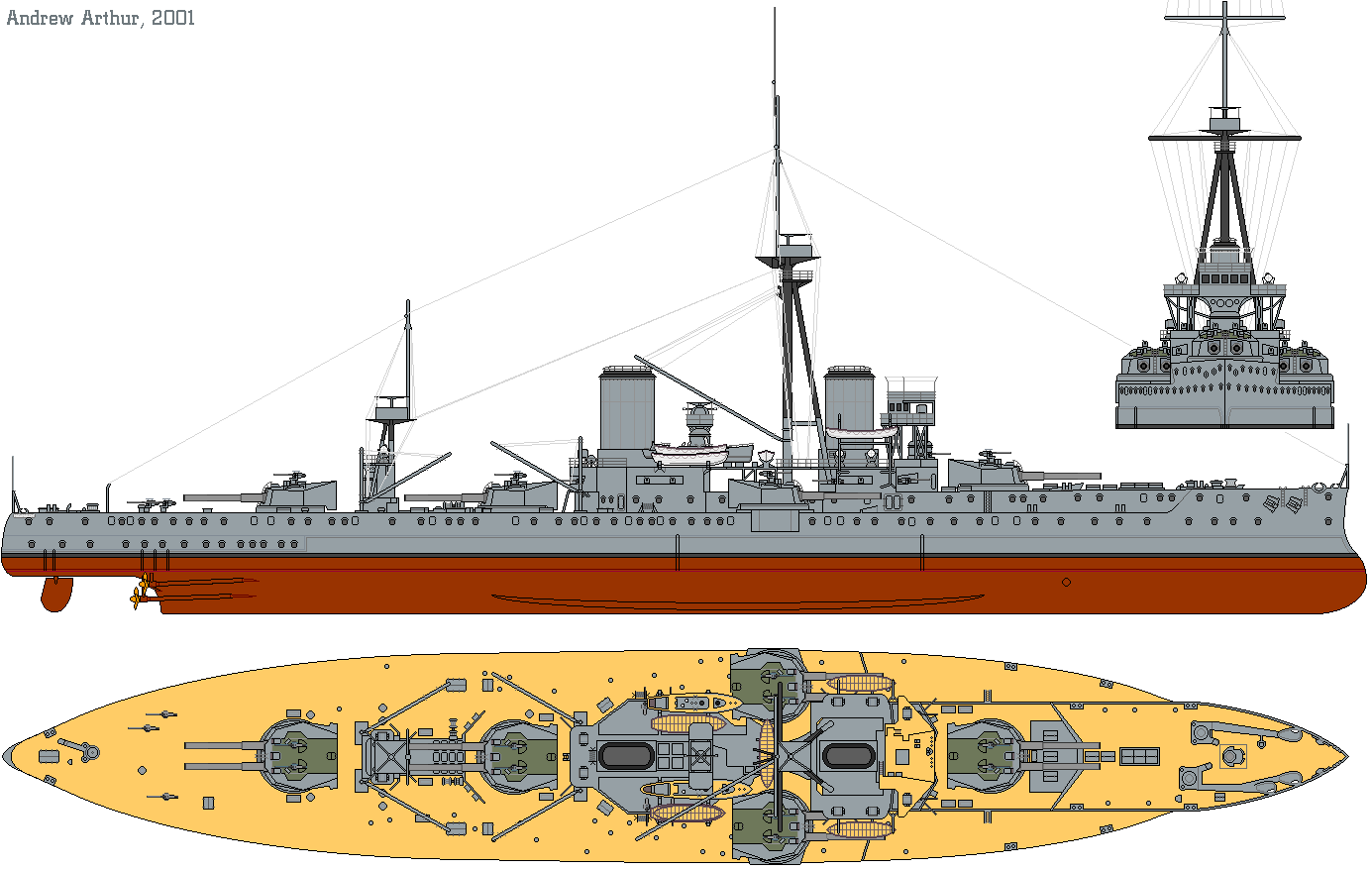
혁명적인 전함 의 설계도

그가 제1해군경이 되었을 때, 피셔는 독일에 대항하는 해전 계획을 세우기 시작했다. 그는 1906년에 웨일스 공에게 "독일은 항상 영국에서 몇 시간 거리에 함대 전체를 집중시킨다"고 썼다. "그러므로 우리는 독일에서 몇 시간 거리에 두 배 강력한 함대를 유지해야 한다." 따라서 그는 함대의 대부분을 본국 해역에 집중시켰고, 지중해 함대에 이차적인 집중을 두었다. 그는 또한 수십 척의 구식 군함을 해체하거나 폐기했다. 그렇게 절약된 자원은 새로운 잠수함, 구축함, 경순양함, 순양전함 및 드레드노트 설계에 투입되었다. 피셔는 "우리는 단 하나의 외국 드레드노트도 진수되기 전에 해상에 10척의 드레드노트를 보유할 것이며, 독일과 프랑스를 합친 것보다 30% 더 많은 순양함을 보유할 것이다"라고 선언했다.

### 독일의 대응

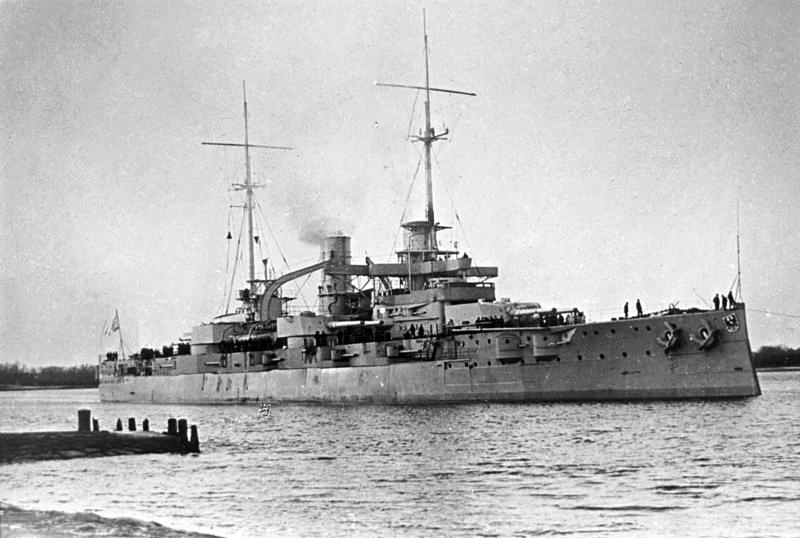
, 나사우급 전함으로, 드레드노트에 대한 독일의 첫 대응

알프레트 티르피츠 제독은 해군 사관생도 시절 포츠머스를 자주 방문하여 영국 왕립 해군을 존경하고 부러워했다. 카이저처럼 티르피츠는 세계에서 독일의 미래 지배적인 역할이 강력한 해군에 달려 있다고 믿었다. 그는 대량의 전함을 요구했다. 심지어 드레드노트가 진수되어 이전에 건조된 15척의 전함이 구식이 되었을 때도, 그는 결국 독일의 기술적, 산업적 역량이 영국을 함선 대 함선으로 능가할 수 있게 할 것이라고 믿었다. 그는 자신의 사임 위협을 사용하여 국가의회가 드레드노트 3척과 순양전함 1척을 건조하도록 강요했다. 그는 또한 미래의 잠수함 부대를 위한 자금을 따로 마련했다. 티르피츠가 주장한 속도라면 독일은 1912년에 13척을 보유하게 될 것이고, 영국은 16척을 보유할 것이다.
이것이 1909년 봄 영국 국민들에게 유출되자 대중의 분노가 일었다. 국민들은 정부가 그 해에 계획했던 4척 대신 8척의 새로운 전함을 요구했다. 윈스턴 처칠이 말했듯이, "해군성은 6척을 요구했고, 경제학자들은 4척을 제안했으며, 우리는 결국 8척으로 타협했다." 티르피츠는 영국의 새로운 드레드노트 건조 프로그램을 독일에 대한 직접적인 위협으로 간주할 수밖에 없었고, 이에 대응하여 판돈을 더욱 높여야 했다. 그러나 독일을 능가하기 위한 자금 투입은 영국이 해군 우위를 위한 양국 표준의 어떤 개념도 포기하고 있다는 것을 의미했다. 어떤 금액으로도 영국이 독일과 러시아, 또는 미국, 심지어 이탈리아와도 경쟁할 수 없게 되었다. 그리하여 세계 2위 해군 강국에 대해 60%의 우위를 점하는 새로운 정책이 시행되었다. 피셔의 참모진은 그의 어떤 의견 차이도 용납하지 않는 방식에 점점 더 짜증을 내고 있었고, 8척의 드레드노트 요구는 마지막 지푸라기였다. 그리하여 1910년 1월 25일, 피셔는 해군성을 떠났다. 피셔가 사임한 직후, 처칠이 해군성 장관이 되었다. 그의 지휘 아래 경쟁은 계속될 것이었고, 실제로 로이드 조지는 처칠이 1914년 해군 예산 5천만 파운드를 제시하자 거의 사임할 뻔했다.
전쟁이 시작될 무렵 독일은 주력함과 잠수함을 포함한 인상적인 함대를 보유하고 있었다. 다른 국가들은 더 작은 함대를 보유하고 있었으며, 일반적으로 전함의 비중이 낮고 구축함이나 잠수함과 같은 작은 함선의 비중이 높았다. 프랑스, 이탈리아, 러시아, 오스트리아-헝가리, 일본, 그리고 미국 모두 적어도 일부 드레드노트와 잠수함을 포함한 현대적인 함대를 보유하고 있었다.

## 해군 기술
제1차 세계 대전의 해군 기술은 여러 개의 대형 포탑을 가진 새로 개발된 드레드노트 전함이 지배적이었다. 영국 함선들은 일반적으로 더 큰 함포를 가지고 있었고, 독일 함선보다 더 빠른 사격을 위해 장비가 갖춰지고 병력이 배치되었다. 독일 함선들은 보통 더 나은 광학 장비와 거리 측정 장치를 가지고 있었고, 훨씬 더 잘 구획화되어 손상에 대처할 수 있었다. 영국은 또한 일반적으로 추진제 취급 절차가 미흡하여 유틀란트 해전에서 영국 순양전함에 치명적인 결과를 초래했다.
개별 함선의 부품과 시스템 중 상당수가 최근 극적으로 개선되었다. 석유는 석탄을 대체하기 위해 막 도입되었는데, 부피당 에너지가 40% 더 많아 항속거리가 늘어나고 내부 배치가 더욱 개선되었다. 또 다른 장점은 석유가 연기를 훨씬 적게 배출하여 육안 탐지를 더 어렵게 만들었다는 것이다. 이는 일반적으로 그렇게 장비된 함선의 수가 적고, 석탄 연료 함선과 협력하여 운용되면서 완화되었다.
터빈의 도입은 훨씬 더 높은 성능을 가져왔고, 공간을 확보하여 개선된 배치를 가능하게 했다. 전노급함은 일반적으로 12–17 kn (14–20 mph; 22–31 km/h)으로 제한되었지만, 현대 함선은 최소 20 kn (23 mph; 37 km/h)의 속도를 낼 수 있었고, 최신 영국 함선은 24 kn (28 mph; 44 km/h)의 속도를 낼 수 있었다. 자이로스코프와 중앙 집중식 화력 통제, 즉 영국 용어로는 "디렉터"의 도입은 포술에 극적인 개선을 가져왔다. 1900년 이전에 건조된 함선은 유효 사거리가 약 2,000 yd (1,800 m)였지만, 첫 번째 "신형" 함선은 최소 8,000 yd (7,300 m)까지 유효했고, 현대식 설계는 10,000 yd (9,100 m) 이상이었다.
순양전함이라는 새로운 종류의 함선이 전쟁 직전에 등장했다. 영국 함선은 더 무거운 드레드노트 사촌처럼 무장했지만, 속도를 높이기 위해 중량을 절약하기 위해 의도적으로 장갑을 줄여, 자신보다 작은 모든 것을 격파하고 자신보다 큰 모든 것에서 벗어날 수 있도록 했다. 독일 함선은 속도를 위해 주 무장(영국 경쟁 함선의 12인치 또는 13.5인치 함포에 비해 11인치 또는 12인치 함포)을 약간 줄이는 대신, 비교적 무거운 장갑을 유지하기로 선택했다. 이들은 속도를 통해 기동 공간을 확보할 수 있는 대양에서 독립적으로 작전하거나, 또는 더 큰 함대전 앞에서 빠른 정찰 부대로 작전할 수 있었다.
어뢰정은 많은 해군 기획자들에게 상당한 걱정을 안겨주었다. 이론적으로 이 저렴한 함선들을 대량으로 투입하여 드레드노트 함대를 압도할 수 있었다. 이는 함대를 어뢰정으로부터 보호하기 위한 "어뢰정 구축함", 또는 간단히 "구축함"의 도입으로 이어졌다. 대규모 습격이 여전히 가능했지만, 점점 더 많이 사용되는 잠수함 형태로 또 다른 해결책이 발견되었다.
잠수함은 수상함의 사용을 막는 봉쇄를 탈출할 수 있었다. 수중으로 접근하여 주력함과 구축함의 포격으로부터 안전하게(오래는 아니지만) 어뢰 일제사격을 가할 수 있었는데, 이는 어뢰정의 공격만큼이나 치명적이었다. 제한된 항속거리와 속도, 특히 수중에서의 속도는 이러한 무기를 전술적으로 사용하기 어렵게 만들었다. 잠수함은 일반적으로 수상 전투함과 싸우는 것보다 방어가 약한 상선을 공격하는 데 더 효과적이었다(이 경우 1917년 이전에는 갑판 포를 이용한 수상 공격이 선호되었다). 비록 몇몇 중소형 영국 전함이 독일 U보트에서 발사된 어뢰에 격침되었지만 말이다.
라디오는 초기 단계에서 사용되었고, 해군 함선에는 일반적으로 무선 전신이 장착되었으나, 상선에는 덜 장착되었다. 소나는 전쟁이 끝날 무렵 초기 단계였다. 항공은 주로 정찰에 중점을 두었으며, 항공모함은 전쟁 중에 개발되었고, 폭격기는 비교적 가벼운 짐만 들어 올릴 수 있었다.
기뢰 또한 점점 더 잘 개발되었다. 해안을 따라 배치된 방어 기뢰는 주력함이 해안 포격이나 지원 공격을 수행하기에 충분히 가까이 접근하는 것을 훨씬 더 어렵게 만들었다. 전쟁에서 첫 번째 전함 침몰인 HMS 오데이셔스호는 1914년 10월 27일 기뢰에 부딪힌 결과였다. 적절히 배치된 기뢰는 잠수함의 이동의 자유를 제한하는 역할도 했다.

## 제1차 세계 대전 해전 목록
1914년
- 제1차 헬골란트만 전투
- 코로넬 해전
- 포클랜드 해전

1915년
- 도거 뱅크 전투 (1915년)
- 갈리폴리 전역
- 마사티에라 해전

1916년
- 유틀란트 해전
- 도거 뱅크 전투 (1916년)

1917년
- 제2차 헬골란트만 전투
- 문사운드 해전

1918년
- 임브로스 해전

## 전역

### 북해
북해는 수상 작전의 주요 전장이었다. 영국 대양함대는 독일 대양함대에 맞서 배치되었다. 영국의 더 큰 함대는 독일을 해외 무역과 자원으로부터 차단하는 봉쇄를 유지할 수 있었다. 독일 함대는 주로 기뢰 방어선 뒤 항구에 머물렀으며, 영국 함대를 전투로 유인하여(그러한 시도 중 하나는 야머스 및 로우스토프트 폭격이었다) 봉쇄를 뚫거나 대양함대가 영국 선박과 무역을 공격할 수 있을 만큼 약화시키기를 희망하면서 가끔 시도했다. 영국은 봉쇄를 유지하고, 가능하다면 독일 함대에 충분한 피해를 입혀 섬에 대한 위협을 제거하고 대양함대를 다른 곳에서 사용할 수 있도록 노력했다. 1918년 미국 해군은 영국과 함께 북해 기뢰 방어선을 설치하여 U보트가 대서양으로 빠져나가는 것을 막도록 설계했다.
주요 전투로는 헬골란트만 전투(1914년과 1917년), 도거 뱅크 (1915년), 유틀란트 (1916년) 등이 있었다. 영국의 전술적 성공은 역사적 논쟁의 대상이지만, 영국은 봉쇄를 유지하고 대양함대의 주력을 전쟁 대부분 동안 항구에 묶어두는 전략적 목표를 달성했다. 대양함대는 현존함대로서 위협으로 남아 영국이 주력함을 대부분 북해에 유지하도록 강요했다.
정례적인 전투와 기동은 역사가들의 주목을 받았지만, 궁극적으로 독일 국민과 산업을 굶주리게 하고 독일이 1918년 휴전 협정을 모색하는 데 기여한 것은 식량 및 원자재 수입에 대한 해군 봉쇄였다.

### 영국 해협
영국 해협은 프랑스에서 싸우는 영국 해외원정군(BEF)에게 매우 중요했지만, 영국 왕립 해군의 대형 전함은 해협에 없었다. 해협에서 영국군에게 주요 위협은 헬골란트 근처에 기지를 둔 독일 대양함대였다. 독일 함대가 북해로 나오면 해협의 모든 함선을 파괴할 수 있었다. 독일 대양함대는 최소 13척의 드레드노트와 수십 척의 구축함과 함께 수십 척의 장갑순양함을 동원하여 해협을 공격할 수 있었다. 대양함대는 1898-1899년에 건조된 단 6척의 장갑순양함과 싸울 것이었는데, 이들은 스카파 플로에 기지를 둔 대양함대의 크고 빠른 드레드노트에 동반하기에는 너무 낡은 함선이었다.
해협의 U보트 위협은 실제였지만, 잠수함을 무용지물로 간주했기 때문에 해군성에 큰 걱정거리가 아니었다. 심지어 독일 고위 사령부도 U보트를 "실험적인 함선"으로 간주했다. 해협은 BEF의 주요 통로였지만, 대양함대에 의해 직접 공격받지는 않았다.

### 대서양

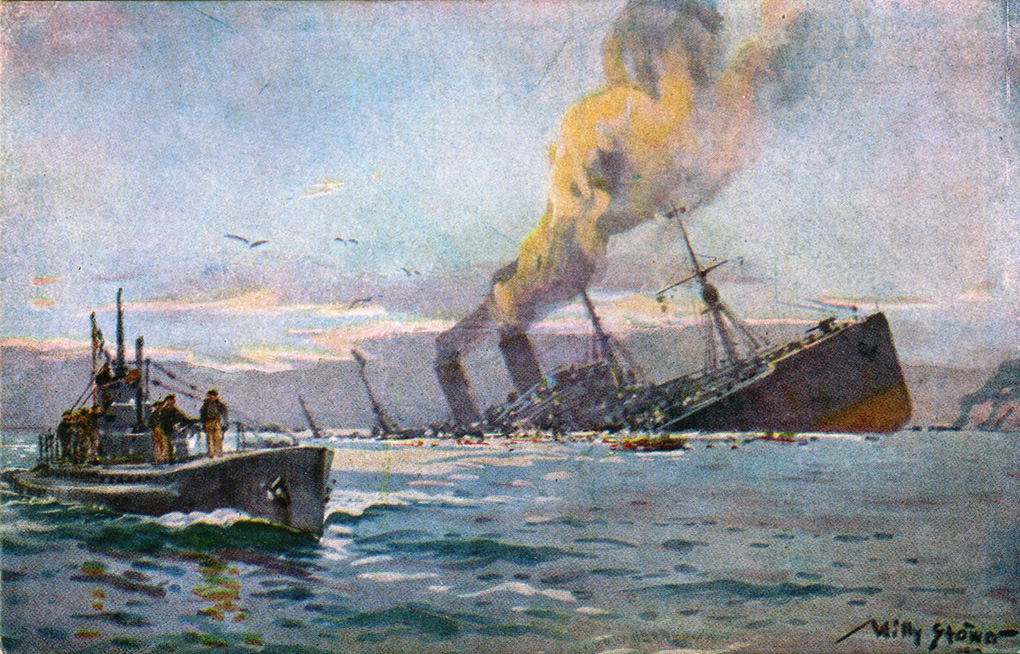
군용 수송선을 침몰시키는 U보트, 빌리 슈퇴베르의 그림

독일이 영국의 봉쇄에 의해 질식하는 동안, 영국은 섬나라로서 해상으로 수입되는 자원에 크게 의존했다. 독일 잠수함(U보트)은 경계 태세를 갖춘 수상함에 대해서는 효과가 제한적이었지만, 상선에 대해서는 매우 효과적이었다.
1915년, 독일은 U보트를 이용한 영국 선박에 대한 무제한 공격으로 시행될 영국 해상 봉쇄를 선포했다. U보트는 수백 척의 연합국 상선을 침몰시켰다. 그러나 잠수함은 일반적으로 생존자를 구조할 수 없으며, 경고 없이 또는 선박을 포기할 충분한 시간 없이 공격할 수 있다. 이러한 방식으로 민간 선박을 공격하는 것은 관습적인 순양함 규칙을 위반했으며, 특히 여객선이 침몰했을 때 많은 민간인 사망자를 초래했다. 더욱이, U보트는 봉쇄 지역에서 중립국 선박도 고의적으로 또는 수중에서 식별이 어려웠기 때문에 침몰시켰다.
이는 미국과 브라질 같은 국가들이 사상자와 무역 손실을 겪으면서 중립국의 여론을 동맹국에 반하게 만들었다. 외교적, 국내 정치적 압력으로 인해 그 해에 캠페인이 중단되었고, 대신 1916년에는 잠수함이 순양함 규칙에 따라 상업을 공격하여 적당한 성공을 거두었다.
1917년 초, 독일은 중립국을 포함하여 "전쟁 지역" 내의 모든 선박에 대한 경고 없는 공격을 포함한 무제한 잠수함전을 다시 선포했다. 이는 미국의 독일에 대한 전쟁 선포의 주요 원인 중 하나였다.
U보트 작전은 많은 상선을 침몰시켰지만, 궁극적으로 영국 경제에 큰 영향을 미치지 못했으며, 독일 해군 당국이 희망하고 영국 당국이 두려워했던 전쟁 승리 기적의 무기가 되지 못했다. 굴복하여 굶주리는 대신, 독일의 경험과는 극명한 대조를 이루며, 영국의 민간인 영양 상태는 개선되었고, 평균 육류 소비량도 증가했다.
U보트는 다양한 조치로 대응되었다. 확장된 조선과 중립국 선박 징발, U보트 접근을 막기 위한 기뢰, 상선에 대한 방어 무장(갑판 포를 이용한 보다 효과적인 U보트 수상 공격 전술을 방지) 그리고 결국에는 상선을 방어 호송선단으로 집단화하는 방식으로 대응되었다. 이는 또한 미국의 전쟁 참전과 잠수함을 탐지하고 추적하기 위한 원시적인 소나 및 공중 순찰의 사용 증가에 의해 도움을 받았다.

### 지중해
오스트리아-헝가리와 독일 해군, 그리고 프랑스, 영국, 이탈리아, 일본의 연합군 해군 사이에 제한적인 해상 전투가 일어났다.

### 에게해
오스만 제국 해군은 전쟁 후반 임브로스 전투에서 한 번 다르다넬스 해협을 벗어났을 뿐, 흑해에서의 작전에 집중하는 것을 선호했다.
대서양과 달리 에게해에서는 프랑스 해군이 대규모 전투에 참여했으며, 다르다넬스 해협 침공을 지원하기 위한 대부분의 지원 함정을 제공하고 그리스의 협상국 가입을 확보하기 위해 아테네를 폭격했다.
주요 함대 작전은 1915년에 삼국 협상국이 콘스탄티노폴리스를 점령하고 다르다넬스 해협에 대한 연합국 통제를 확보하여 오스만 제국을 전쟁에서 완전히 제거하려 시도했을 때 일어났다. 이 작전은 갈리폴리 전역으로 이어졌고 삼국 협상국에 패배로 끝났으며, 그 결과 윈스턴 처칠은 제1해군경에서 사임해야 했다.

### 흑해
흑해는 주로 러시아와 오스만 제국의 영역이었다. 대규모 러시아 함대는 세바스토폴에 기지를 두었으며, 두 명의 유능한 지휘관, 안드레이 에베르하르트 제독(1914–1916)과 알렉산드르 콜차크 제독(1916–1917)이 지휘했다. 반면 오스만 함대는 많은 구식 함선으로 전환기를 겪고 있었다. 영국에서 건조 중인 두 척의 강력한 드레드노트를 받을 예정이었지만, 독일과의 전쟁 발발과 함께 영국은 완성된 Reşadiye와 Sultân Osmân-ı Evvel를 압수하여 영국 왕립 해군에 편입시켰다.
흑해 전쟁은 1914년 10월 오스만 함대가 러시아 도시들을 포격하면서 시작되었다. 오스만 함대에서 가장 현대적인 함선은 독일 지중해 함대의 두 척, 강력한 순양전함 SMS 괴벤과 빠른 경순양함 SMS 브레슬라우으로 구성되었으며, 둘 다 유능한 독일 제독 빌헬름 주촌의 지휘 아래 있었다. 괴벤은 현대적인 설계였고, 잘 훈련된 승무원들과 함께 러시아 함대의 어떤 단일 함선이라도 쉽게 격파하거나 따돌릴 수 있었다. 그러나 상대 러시아 전함들이 더 느렸음에도 불구하고, 그들은 종종 우세한 숫자로 집결하여 괴벤을 압도할 수 있었고, 괴벤은 도주할 수밖에 없었다.
처음 2년 동안은 양측 제독들이 기습 매복을 통해 자신들의 특정 전술적 강점을 활용하려 시도하는 지속적인 쫓고 쫓기는 작전이 이어졌다. 초기 몇 년 동안 함대 간의 수많은 전투가 벌어졌으며, 괴벤과 러시아 함선들은 여러 차례 손상을 입었다.
러시아 흑해 함대는 주로 니콜라이 유데니치 장군을 그의 캅카스 전역에서 지원하는 데 사용되었다. 그러나 괴벤의 등장은 상황을 극적으로 바꿀 수 있었으므로, 해안 포격과 같은 모든 활동은 거의 러시아 흑해 함대 전체가 수행해야 했다. 왜냐하면 더 작은 병력은 괴벤의 속도와 함포의 희생양이 될 수 있었기 때문이다.
그러나 1916년에는 이러한 상황이 러시아에게 유리하게 바뀌었다. 괴벤은 지난 2년 동안 계속 작전에 투입되었다. 시설 부족으로 인해 함선은 수리를 받을 수 없었고 만성적인 엔진 고장에 시달리기 시작했다. 한편, 러시아 해군은 현대적인 드레드노트 임페라트리차 마리야를 인수했는데, 이 함선은 느렸지만 괴벤에 맞서 싸우고 이길 수 있었다. 두 함선은 잠시 교전했지만, 어느 쪽도 전술적 우위를 활용하지 못했고, 전투는 괴벤이 도주하고 임페라트리차 마리야가 용감하게 추격하려 하면서 끝났다. 그러나 러시아 함선의 도착은 괴벤의 활동을 심각하게 제한했고, 이때쯤 러시아 함대는 또 다른 드레드노트 임페라트리차 예카테리나 벨리카야의 추가로 거의 완전한 해상 통제권을 가졌다. 그러나 독일과 터키의 경함대들은 동부에서의 전쟁이 끝날 때까지 러시아 선박을 계속 습격하고 괴롭혔다.
알렉산드르 콜차크 제독이 1916년 8월 지휘권을 맡은 후, 그는 일련의 공격적인 행동으로 러시아 흑해 함대를 활성화할 계획을 세웠다. 러시아 함대는 보스포루스 해협 출구에 기뢰를 매설하여 거의 모든 오스만 함선이 흑해로 진입하는 것을 막았다. 그 해 말, 바르나로 향하는 해군 접근로도 기뢰가 매설되었다. 러시아 흑해 함대가 겪은 가장 큰 손실은 임페라트리차 마리야의 파괴였다. 이 함선은 1916년 10월 20일(구력 10월 7일)에 진수된 지 불과 1년 만에 항구에서 폭발했다. 이후 조사 결과 폭발은 우발적인 것으로 판단되었지만, 사보타주 가능성을 완전히 배제할 수는 없었다. 이 사건은 러시아 여론을 뒤흔들었다. 러시아는 건설 중인 두 척의 추가 드레드노트 작업을 계속했고, 1917년 11월 러시아 저항이 붕괴될 때까지 해상 세력의 균형은 러시아의 손에 남아 있었다.
다르다넬스 해협에 대한 영국-프랑스 공격을 지원하기 위해 영국, 프랑스, 호주 잠수함이 1915년 봄 흑해로 파견되었다. 다수의 터키 보급선과 군함이 침몰했고, 여러 잠수함이 손실되었다. 이 잠수함들은 1916년 1월 다르다넬스 해협 철수 시 철수되었다.
소규모 루마니아 흑해 함대는 1916년 하반기 내내 술리나 항구를 방어하여 독일 잠수함 한 척을 침몰시켰다. 루마니아의 기뢰 부설함 또한 다뉴브 삼각주를 내륙에서 방어하여 오스트리아-헝가리 다뉴브 모니터 한 척을 침몰시켰다. (참조: 제1차 세계 대전 중 루마니아 흑해 함대)
1916년 10월 제2차 코바딘 전투 이후 해안선의 대부분을 동맹국에 내주었음에도 불구하고, 루마니아는 4척의 모니터로 구성된 강변 함대와 술리나에 기지를 둔 방호순양함 엘리사베타의 공동 작전으로 다뉴브강 삼각주와 다뉴브강 하구를 계속 통제할 수 있었다. 루마니아 해군은 술리나 항구에 대한 독일 제국 해군의 두 차례 공격을 격퇴했다. 첫 번째 공격은 1916년 9월 30일에 발생했는데, 루마니아 어뢰정 스메울이 술리나 근처에서 독일 잠수함 UB-42와 교전하여 잠망경과 함교를 손상시키고 후퇴하도록 강요했다. 두 번째 공격은 11월 7일에 발생했는데, 독일 프리드리히샤펜 FF.33 수상기들이 술리나를 폭격했지만 두 대가 루마니아 대공 방어망(순양함 엘리사베타 포함)에 의해 바다로 격추되어 이후 루마니아 모터보트에 나포되었다. 1916년 11월 중순, 흑해의 동맹국 유일의 기뢰 부설 잠수함이었던 UC-15는 술리나 해역에 12개의 기뢰를 부설하기 위해 파견되었으나 돌아오지 못했고, 승무원 전원과 함께 자신의 기뢰에 침몰했을 가능성이 높다. 그녀는 루마니아 기뢰 부설함 알렉산드루 셀 분이 술리나에 부설한 30개의 기뢰 바다에 의해 침몰했을 수도 있다.
불가리아가 1915년 제1차 세계 대전에 참전했을 때, 불가리아 해군은 주로 프랑스제 어뢰포함 나데즈다와 6척의 어뢰정으로 구성되었다. 주로 흑해에서 러시아 흑해 함대에 대항하는 기뢰전 작전에 참여했으며, 독일이 바르나에 두 척의 U보트를 주둔시키는 것을 허용했는데, 그중 한 척은 1916년에 잠수함 제18호로 불가리아의 통제하에 들어갔다. 러시아 기뢰는 전쟁 중 불가리아 어뢰정 한 척을 침몰시키고 한 척에 더 피해를 입혔다.

### 발트해
발트해에서는 독일과 러시아가 주요 전투 당사자였으며, 다수의 영국 잠수함이 카테가트 해협을 통해 러시아를 지원하기 위해 항해했다. 독일 함대가 더 크고 현대적이었기 때문에(많은 대양함대 함선이 북해가 조용할 때 쉽게 발트해로 배치될 수 있었다), 러시아는 주로 방어적인 역할을 수행했으며, 독일과 스웨덴 간의 호송선을 공격하는 데 그쳤다.
연합군에게 큰 성공은 1914년 8월 26일 정찰대에 소속된 경순양함 SMS 마그데부르크가 핀란드만의 짙은 안개 속에서 좌초했을 때 일어났다. 다른 독일 함선들은 그녀를 다시 띄우려 했지만, 다가오는 러시아 차단 부대를 알게 되자 대신 그녀를 자침시키기로 결정했다. 러시아 해군 잠수부들은 잔해를 수색하여 독일 해군 암호책을 성공적으로 회수했고, 이는 나중에 영국 동맹국에게 전달되어 북해에서의 연합군 성공에 막대한 기여를 했다.
양측의 강력한 방어 및 공격적 기뢰 부설로 인해 함대는 동부 전선에서 제한적인 역할을 수행했다. 독일군은 리가만에 대한 주요 해군 공격을 감행했는데, 1915년 8월에는 실패했고, 1917년 10월에는 성공하여 만의 섬들을 점령하고 최근 독일에 점령된 리가 시에서 출발하는 러시아 함선들을 손상시켰다. 이 두 번째 작전은 발트해의 주요 작전인 문 사운드 전투에서 러시아 전함 슬라바가 침몰하면서 절정에 달했다.
1918년 3월까지, 10월 혁명과 브레스트-리토프스크 조약으로 발트해는 독일의 호수가 되었고, 독일 함대는 핀란드 내전에서 백군을 지원하고 러시아의 많은 지역을 점령하기 위해 병력을 수송했으며, 서부에서 패배할 때까지 멈추지 않았다.

### 아시아 및 태평양
전쟁 초기에 해외에 주둔했던 독일 함선 중 일부는 방어력이 약한 해상에서 습격 작전을 벌였다. 예를 들어 SMS 엠덴은 인도양을 습격하여 연합군 상선과 전함 30척을 침몰 또는 나포하고 마드라스와 페낭을 폭격했으며, 코코스 제도의 무선 중계기를 파괴한 후 HMAS 시드니에 의해 그곳에서 침몰했다. 더 잘 알려진 것은 막시밀리안 폰 슈페 제독이 지휘한 독일 동양함대로, 태평양을 횡단하여 파페테를 습격하고 코로넬 해전에서 승리했지만, 포클랜드 해전에서 패배하여 대부분 파괴되었다. 슈페 함대의 마지막 잔존함은 칠레 항구에 억류되었다가 마사티에라 해전에서 파괴되었다.
연합군 해군은 고립된 독일 식민지를 많이 점령했으며, 사모아, 미크로네시아, 칭다오시, 독일령 뉴기니, 토고, 카메룬은 전쟁 첫 해에 함락되었다. 오스트리아-헝가리가 칭다오에 있는 독일 해군 기지에서 순양함 SMS 카이저린 엘리자베스를 철수시키기를 거부하자, 일본은 1914년에 독일에뿐만 아니라 오스트리아-헝가리에도 선전포고를 했다. 이 순양함은 칭다오 방어전에 참여하여 1914년 11월에 침몰했다.

### 아프리카
1915년 7월 독일령 동아프리카 해안에서 SMS 쾨니히스베르크의 침몰로 인도양에서 독일의 마지막 순양함이 상실되었음에도 불구하고, 독일령 동아프리카는 긴 게릴라 지상전에서 버텨냈다. 제프리 스파이서-심슨 소령 지휘하에 아프리카를 거쳐 파견된 영국 해군 부대는 1916년 2월까지 일련의 교전에서 탕가니카호의 전략적 통제권을 획득했지만, 독일령 동아프리카의 육상 전투는 1918년까지 계속되었다.

## 추가 자료
- Benbow, Tim (2021). 《Naval Warfare 1914–1918: From Coronel to the Atlantic and Zeebrugge》. Amber Books Ltd. ISBN 9781838861315.
- Bennett, Geoffrey (2014). 《Naval Battles of the First World War》. Pen & Sword Maritime. ISBN 9781473821118.
- Brose, Eric Dorn (2014). 《Clash of the Capital Ships: From the Yorkshire Raid to Jutland》. Seaforth Publishing. ISBN 9781682477113.
- Dupuy, Trevor Nevitt (1967). 《The military history of World War I: Naval and overseas war, 1916–1918》. Harper & Brothers.
- Friedman, Norman (2011). 《Naval Weapons of World War One: Guns, Torpedoes, Mines, and ASW Weapons of All Nations: An Illustrated Directory》. Seaforth Publishing. ISBN 9781848321007.
- Gordon, Andrew (2014). 《A History of the Royal Navy in the First World War》 2. Chatham Publishing.
- Halpern, Paul (1994). 《A Naval History of World War I》. Naval Institute Press. ISBN 9781612511726.
- Herwig, Holger H. (1987). 《Luxury Fleet: The Imperial German Navy, 1888–1918》. Allen & Unwin. ISBN 9780049430235.
- Marder, Arthur J. (2014). 《From the Dreadnought to Scapa Flow》. Oxford University Press.
- Massie, Robert K. (1991). 《Dreadnought: Britain, Germany, and the Coming of the Great War》. Random House. ISBN 0-394-52833-6.

- Massie, Robert K. (2004). 《Castles of Steel: Britain, Germany, and the Winning of the Great War at Sea》. Random House. ISBN 9780679456711.
- Morison, Elting E. (1942). 《Admiral Sims and the Modern American Navy》. Houghton Mifflin.
- O'Brien, Phillips Payson (2004). 《The Anglo-Japanese Alliance, 1902–1922》. Routledge.
- Stephenson, David (2011). 《With Our Backs to the Wall: Victory and Defeat in 1918》. Jonathan Cape. 311–349쪽. ISBN 9780674725881.
- Terraine, John (1989). 《Business in Great Waters: The U-Boat wars, 1916–1945》. Leo Cooper. ISBN 9780850527605.